# Blastula

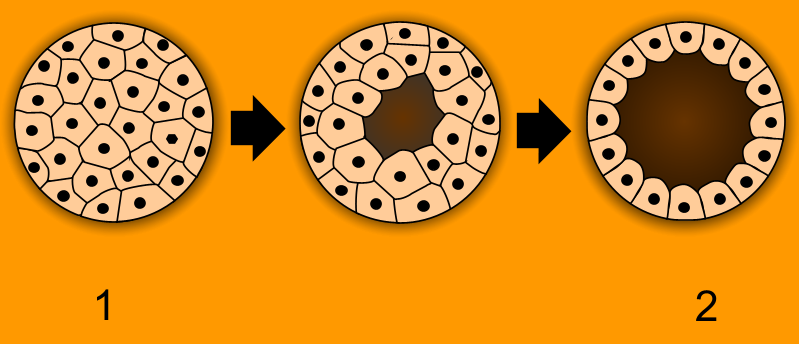
1. Morula, 2. Blastula

Blastula är ett stadium i embryoutvecklingen som finns hos alla flercelliga djur. Stadiet följer de inledande klyvningsfaserna och är ofta en ihålig, vätskefylld boll av celler. Hos däggdjur kallas stadiet blastocyst
Håligheten kallas blastocel.